# Пыреги
Пыреги — деревня в Слободском районе Кировской области в составе Шестаковского сельского поселения.

## География
Находится на расстоянии примерно 13 км по прямой на север-северо-восток от районного центра города Слободской недалеко от правого берега Вятки.

## История
Известна с 1678 года, когда здесь (тогда деревня Ушкинская) учтено было 2 двора. В 1764 году в деревне отмечено было 16 жителей. В 1873 году в деревне (Ушкинская или Пуреги) учтено дворов 7 и жителей 47, в 1905 14 и 93, в 1926 20 и 120, в 1950 20 и 73, в 1989 оставалось 5 жителей.

## Население
Постоянное население  составляло 2 человека (русские 100%) в 2002 году, 2 в 2010.